# 3700 Geowilliams
A 3700 Geowilliams (ideiglenes jelöléssel 1984 UL2) a Naprendszer kisbolygóövében található aszteroida. Carolyn Shoemaker,  Eugene Merle Shoemaker fedezte fel 1984. október 23-án.